# Accenture
Az Accenture egy írországi székhelyű multinacionális szakmai szolgáltató vállalat, amely informatikai (IT) szolgáltatásokra és tanácsadásra szakosodott. A Fortune Global 500-as listán szereplő vállalat 2021-ben 50,53 milliárd dolláros bevételt jelentett. Az Accenture jelenlegi ügyfelei közé tartozik a Fortune Global 100 lista 91 tagja, és a Fortune Global 500 lista több mint háromnegyede.
Julie Sweet 2019. szeptember 1. óta tölti be az Accenture vezérigazgatói tisztségét.
A vállalat 2009 óta az írországi Dublinban van bejegyezve.